# John Rothman
John Mahr Rothman (Baltimora, 3 giugno 1949) è un attore statunitense.

## Carriera
Laureato alla Wesleyan University e alla Yale School of Drama, i suoi crediti teatrali a Broadway includono Some Americans Abroad di Richard Nelson e il revival del 2007 di Prelude to a Kiss di Craig Lucas. Si è esibito in numerose produzioni Off-Broadway, inclusa la sua opera personale The Impossible H. L. Mencken.
Nel 1993 interpreta il generale John F. Reynolds nel film Gettysburg. È apparso in serie televisiva come Sentieri, Blue Bloods, Law & Order e Arrested Development - Ti presento i miei.
Rothman ha recitato in vari film comici come Ghostbusters (1984), Big (1988), Una promessa è una promessa (1996), Dimmi che non è vero (2001), Due candidati per una poltrona (2004), New York Taxi (2004) e Ghostbusters - Minaccia glaciale (2024), e ha interpretato la vittima del terrorismo dell'11 settembre Edward Felt nel film del 2006 United 93.

## Filmografia parziale

### Cinema
- Stardust Memories, regia di Woody Allen (1980)
- La scelta di Sophie (Sophie's Choice), regia di Alan J. Pakula (1982)
- Zelig, regia di Woody Allen (1983)
- Ghostbusters - Acchiappafantasmi (Ghostbusters), regia di Ivan Reitman (1984)
- La rosa purpurea del Cairo (The Purple Rose of Cairo), regia di Woody Allen (1985)
- Heartburn - Affari di cuore (Heartburn), regia di Mike Nichols (1986)
- L'ora della rivincita (Three O'Clock High), regia di Phil Joanou (1987)
- Bentornato fantasma (Hello Again), regia di Frank Perry (1987)
- Big, regia di Penny Marshall (1988)
- Cocaina (The Boost), regia di Harold Becker (1988)
- Ci penseremo domani (See You in the Morning), regia di Alan J. Pakula (1989)
- I maledetti di Broadway (Bloodhounds of Broadway), regia di Howard Brookner (1989)
- Buona fortuna, Mr. Stone (The Pickle), regia di Paul Mazursky (1993)
- Gettysburg, regia di Ronald F. Maxwell (1993)
- Mister Wonderful (Mr. Wonderful), regia di Anthony Minghella (1993)
- Il grande fiume del Nord (Where the Rivers Flow North), regia di Jay Craven (1993)
- Copycat - Omicidi in serie (Copycat), regia di Jon Amiel (1995)
- Funny Money - Come fare i soldi senza lavorare (The Associate), regia di Donald Petrie (1996)
- Una promessa è una promessa (Jingle All the Way), regia di Brian Levant (1996)
- Romantici equivoci (Picture Perfect), regia di Glenn Gordon Caron (1997)
- L'avvocato del diavolo (The Devil's Advocate), regia di Taylor Hackford (1997)
- Attacco al potere (The Siege), regia di Edward Zwick (1998)
- Dinner rush, regia di Bob Giraldi (2000)
- Pollock, regia di Ed Harris (2000)
- Dimmi che non è vero (Say It Isn't So), regia di James B. Rogers (2001)
- Kate & Leopold, regia di James Mangold (2001)
- L'amore infedele - Unfaithful (Unfaithful), regia di Adrian Lyne (2002)
- Soldifacili.com (The First $20 Million Is Always the Hardest), regia di Mick Jackson (2002)
- Daredevil, regia di Mark Steven Johnson (2003)
- Due candidati per una poltrona (Welcome to Mooseport), regia di Donald Petrie (2004)
- The Door in the Floor, regia di Tod Williams (2004)
- I Heart Huckabees - Le strane coincidenze della vita (I ♥ Huckabees), regia di David O. Russell (2004)
- New York Taxi (Taxi), regia di Tim Story (2004)
- Prime, regia di Ben Younger (2005)
- The Ringer - L'imbucato (The Ringer), regia di Barry W. Blaustein (2005)
- United 93, regia di Paul Greengrass (2006)
- Il diavolo veste Prada (The Devil Wears Prada), regia di David Frankel (2006)
- L'imbroglio - The Hoax (The Hoax), regia di Lasse Hallström (2006)
- Dark Matter, regia di Shi-Zheng Chen (2007)
- Reservation Road, regia di Terry George (2007)
- Come d'incanto (Enchanted), regia di Kevin Lima (2007)
- Un marito di troppo (The Accidental Husband), regia di Griffin Dunne (2008)
- Synecdoche, New York, regia di Charlie Kaufman (2008)
- Ultimatum alla Terra (The Day the Earth Stood Still), regia di Scott Derrickson (2008)
- Adam, regia di Max Mayer (2009)
- La leggenda del cacciatore di vampiri (Abraham Lincoln: Vampire Hunter), regia di Timur Bekmambetov (2012)
- Hitchcock, regia di Sacha Gervasi (2012)
- Quel momento imbarazzante (That Awkward Moment), regia di Tom Gormican (2014)
- Good Kids, regia di Chris McCoy (2016)
- The Report, regia di Scott Z. Burns (2019)
- Bombshell - La voce dello scandalo (Bombshell), regia di Jay Roach (2019)
- Ghostbusters - Minaccia glaciale (Ghostbusters: Frozen Empire), regia di Gil Kenan (2024)

### Televisione
- I Ryan (Ryan's Hope) – serie TV, un episodio (1981)
- Law & Order - I due volti della giustizia – serie TV, 4 episodi (1990-2010)
- Golden Years – serie TV, 3 episodi (1991)
- NYPD - New York Police Department (NYPD Blue) – serie TV, un episodio (1993)
- Arrested Development - Ti presento i miei (Arrested Development) – serie TV, un episodio (2004)
- Rescue Me – serie TV, 2 episodi (2006)
- Conviction – serie TV, 1 episodio (2006)
- Sentieri (Guiding Light) – serie TV, 4 episodi (2007-2009)
- Damages – serie TV, (2009)
- Law & Order: Criminal Intent – serie TV, un episodio (2009)
- Greta (According To Greta), regia di Nancy Bardawil (2009)
- White Collar – serie TV, un episodio (2012)
- Blue Bloods – serie TV, un episodio (2012)
- Law & Order - Unità vittime speciali (Law & Order: Special Victims Unit) – serie TV, 5 episodi (2014-2019)
- One Mississippi – serie TV, 12 episodi (2015-2017)
- The Blacklist – serie TV, un episodio (2022)
- Painkiller – serie TV, 6 episodi (2023)

## Doppiatori italiani
Nelle versioni in italiano delle opere in cui ha recitato, John Rothman è stato doppiato:
- Mino Caprio in Law & Order - I due volti della giustizia (ep. 3x01), Due candidati per una poltrona, Law & Order - Unità vittime speciali (ep. 20x15)
- Oliviero Dinelli in Private Practice, White Collar
- Ambrogio Colombo in Game Change, One Mississippi
- Gianni Giuliano in Bombshell - La voce dello scandalo, Law & Order - Unità vittime speciali (ep. 20x01, 20x08)
- Claudio Capone in Stardust Memories
- Mauro Gravina in La scelta di Sophie
- Roberto Rizzi in Ghostbusters - Acchiappafantasmi
- Alessandro Rossi in L'ora della rivincita
- Massimo Giuliani in Cocaina
- Renato Cortesi in Copycat - Omicidi in serie
- Enzo Avolio in Una promessa è una promessa
- Vladimiro Conti in L'avvocato del diavolo
- Ennio Coltorti in Dimmi che non è vero
- Emilio Cappuccio in Law & Order - I due volti della giustizia (ep. 13x11)
- Angelo Nicotra in Prime
- Michele Gammino in The Ringer - L'imbucato
- Alberto Caneva in United 93
- Edoardo Siravo ne Il diavolo veste Prada
- Pietro Biondi in Come d'incanto
- Michele Kalamera in Ultimatum alla terra
- Mario Brusa in Law & Order: Criminal Intent
- Mauro Magliozzi in La leggenda del cacciatore di vampiri
- Antonio Palumbo in The Report
- Guido Sagliocca in Bull
- Angelo Maggi in Painkiller